# Libano ai Giochi della XXXII Olimpiade
Il Libano ha partecipato ai Giochi della XXXII Olimpiade che si svolgono a Tokyo, Giappone, dal 23 luglio all'8 agosto 2021; originariamente previsti per l'estate 2020, sono stati rimandati di un anno a causa della pandemia di COVID-19. La delegazione è composta da sei atleti, tre uomini e tre donne, impegnati in cinque discipline.

## Risultati

### Atletica leggera
| Atleta           | Evento                   | Batterie  | Batterie  | Semifinali      | Semifinali      | Finale          | Finale          |
| Atleta           | Evento                   | Risultato | Posizione | Risultato       | Posizione       | Risultato       | Posizione       |
| ---------------- | ------------------------ | --------- | --------- | --------------- | --------------- | --------------- | --------------- |
| Noureddine Hadid | 200 metri piani maschili | 21"12     | 41º       | Non qualificato | Non qualificato | Non qualificato | Non qualificato |

### Judo
| Atleta      | Evento         | 32-esimi             | 16-esimi             | Ottavi               | Quarti               | Semifinali           | Ripescaggio          | Finale               | Posizione       |
| Atleta      | Evento         | Avversario Punteggio | Avversario Punteggio | Avversario Punteggio | Avversario Punteggio | Avversario Punteggio | Avversario Punteggio | Avversario Punteggio | Posizione       |
| ----------- | -------------- | -------------------- | -------------------- | -------------------- | -------------------- | -------------------- | -------------------- | -------------------- | --------------- |
| Nacif Elias | 81 kg maschile | Lee P (000-100)      | Non qualificato      | Non qualificato      | Non qualificato      | Non qualificato      | Non qualificato      | Non qualificato      | Non qualificato |

### Nuoto
| Atleta            | Evento                       | Batterie | Batterie   | Semifinali      | Semifinali      | Finale          | Finale          |
| Atleta            | Evento                       | Tempo    | Classifica | Tempo           | Classifica      | Tempo           | Classifica      |
| ----------------- | ---------------------------- | -------- | ---------- | --------------- | --------------- | --------------- | --------------- |
| Munzer Kabbara    | 200 m misti maschili         | 2'03"08  | 41º        | Non qualificato | Non qualificato | Non qualificato | Non qualificato |
| Gabriella Doueihy | 200 m stile libero femminili | 2'11"29  | 29ª        | Non qualificata | Non qualificata | Non qualificata | Non qualificata |

### Sollevamento pesi
| Atleta                | Evento          | Strappo   | Strappo    | Slancio   | Slancio    | Totale | Classifica |
| Atleta                | Evento          | Risultato | Classifica | Risultato | Classifica | Totale | Classifica |
| --------------------- | --------------- | --------- | ---------- | --------- | ---------- | ------ | ---------- |
| Mahassen Hala Fattouh | 76 kg femminile | 93        | 11ª        | 124       | 7ª         | 217    | 9ª         |

### Tiro a segno/volo
| Atleta     | Evento         | Qualificazione | Qualificazione | Finale          | Finale          |
| Atleta     | Evento         | Punteggio      | Classifica     | Punteggio       | Classifica      |
| ---------- | -------------- | -------------- | -------------- | --------------- | --------------- |
| Ray Bassil | Trap femminile | 114            | 21ª            | Non qualificata | Non qualificata |